# 제화

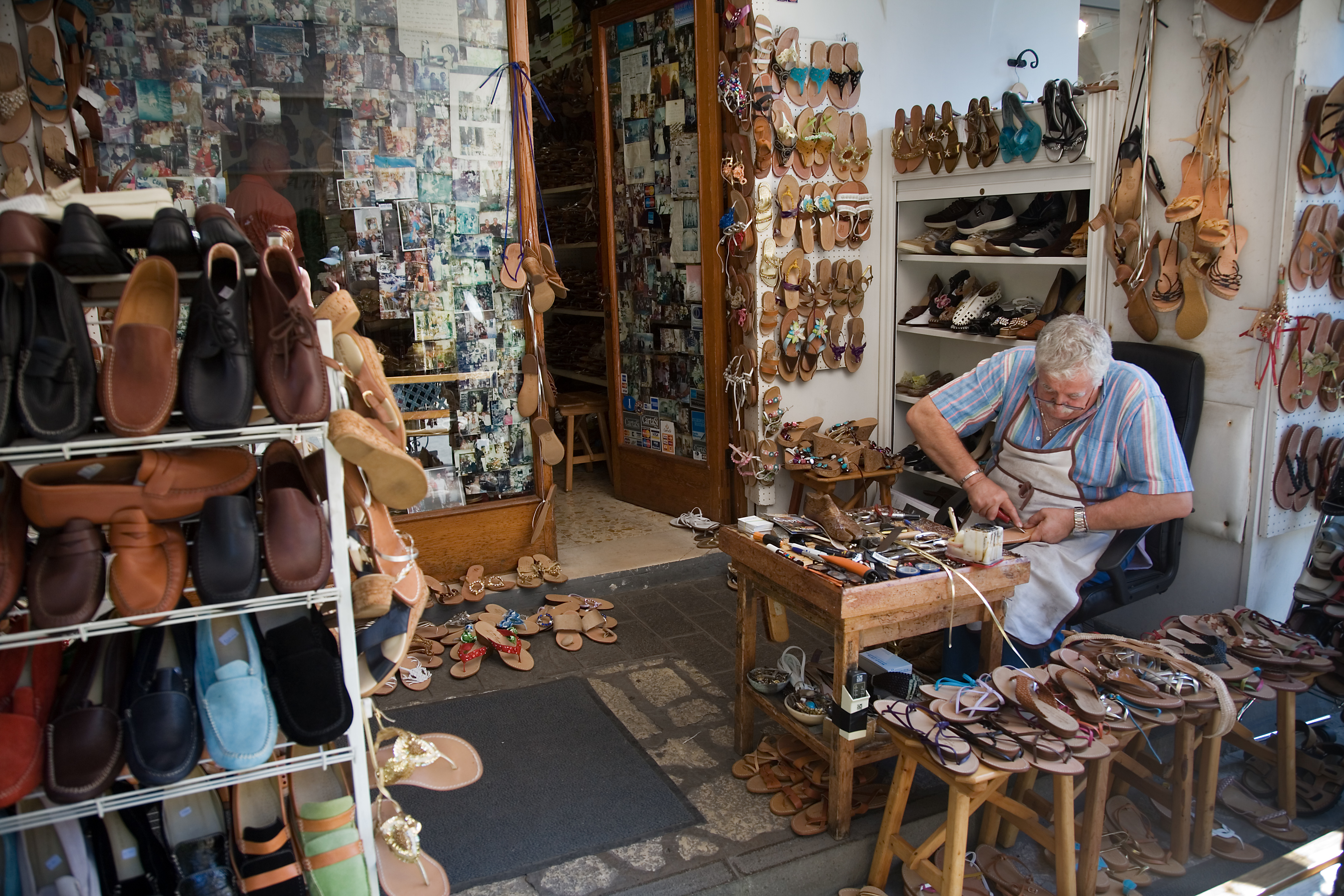

제화(製靴, shoemaking)란 신발을 만드는 것이다. 제화를 업으로 하는 이를 제화공(製靴工, shoemaker), 제화공 중에서 새 신발을 만들기보다 헌 신발을 고치는 것을 업으로 하는 이를 신기료(cobbler)라 한다.